# Capitan Slaff
Capitan Slaff è un libro di Davide Bernasconi, che contiene il poemetto in dialetto comasco noto anche come La balada del Toni e del pirata Slaff. Si tratta di una fiaba fantastica ambientata su un Lago di Como di un passato mitico, popolato da maghi, cavalieri e vescovi. Secondo le parole dello stesso Bernasconi, l'idea della storia nacque da una sorta di onirico ritorno all'infanzia:
Ero a letto con l'influenza e pensavo a strane storie, forse le sognavo... non ricordo. La febbre si comportava come un'anguilla, saliva e scendeva facendo i suoi comodi, trascinando con sé anche i personaggi esagerati e prepotenti con i quali mi ero fissato. Pensavo alle fiabe che da piccolo infilavo nel mangiadischi, riascoltandole in continuazione anche se le conoscevo a memoria. Pensavo alle marionette in armatura...
Il poema è stato in più occasioni presentato dall'autore in forma di monologo, col contrappunto musicale di Alessandro Gioia; una registrazione di una di queste esibizioni si trova nel CD allegato al libro.

## Edizioni
- Davide Bernasconi, Capitan Slaff, Tarantanius-Nodo, 2000,  p. 82.